# Oscoda County
Oscoda County is een county in de Amerikaanse staat Michigan.
De county heeft een landoppervlakte van 1.463 km² en telt 9.418 inwoners (volkstelling 2000). De hoofdplaats is Mio.

## Bevolkingsontwikkeling

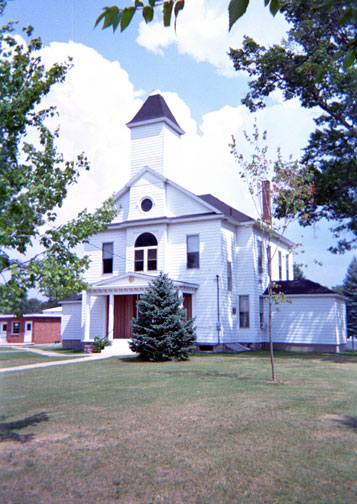
Oscoda County Courthouse